# ファーストウエディング
株式会社ファーストウエディング（英語: FirstWedding Co.,Ltd.）は大阪市中央区に本社を置くハワイ・沖縄などのリゾートウエディングプロデュースを行う企業である。
冠婚葬祭事業を行う株式会社ベルコの100%出資子会社。
ウエディングプロデュース事業以外に、旅行手配・貸衣装業・ヘアメイク事業などの関連事業も運営。

## 概要
2001年1月、株式会社ベンチャーバンクのファーストウエディング事業部としてハワイウエディングプロデュース事業として発足。特徴はハワイウエディングをパッケージではなく、自由度の高いプロデュースを行う事を特徴としたプロデュース企業として設立。
2008年12月、ファーストウエディング事業部から株式会社ファーストウエディングへ法人化。
2018年11月から沖縄ウエディングの取扱いを開始し、リゾートウエディングプロデュース会社として事業を拡充。
2019年2月に株式会社クラウディアコスチュームサービスから冠婚葬祭事業を行う株式会社ベルコへ株式譲渡され、ベルコ社の100％出資子会社となる。 
現在、大阪サロン(大阪市中央区)・渋谷サロン（東京都渋谷区）・銀座サロン（東京都中央区）の3店舗を運営。

## 沿革
- 2001年1月 - 株式会社ベンチャーバンクのファーストウエディング事業部として発足
- 2001年4月 - 渋谷サロンオープン
- 2005年5月 - 大阪市中央区心斎橋に大阪サロンオープン
- 2008年12月 - 京都市右京区に事業承継会社として「株式会社ファーストウエディング」を設立
- 2009年3月 - 株式会社ベンチャーバンクより株式会社クラウディアコスチュームサービスへ事業譲渡
- 2018年12月 - 沖縄ウエディング取扱い開始
- 2019年2月 - 株式会社ベルコへ株式譲渡100%出資子会社となる
- 2019年3月 - 本店所在地を京都市右京区から大阪市中央区（現・大阪サロン）へ移転
- 2019年7月 - 同社3店舗目となる「銀座サロン」の開設
- 2019年12月 - 大阪サロンを心斎橋から大阪市中央区久太郎町（現在地）へ移転リニューアル
- 2019年11月 - ワタベウエディング運営ハワイチャペルの取扱い開始
- 2020年4月 - ワタベウエディング運営沖縄チャペルの取扱い開始

## 事業内容

### ハワイ・沖縄ウエディングプロデュース事業

#### ハワイウエディング事業
アメリカ合衆国ハワイ州にあるオアフ島にある、挙式を取扱う。
オアフ島内で約20会場を取扱い、現地レストランでの披露宴手配などの周辺サービスを展開。

#### 沖縄ウエディング事業
沖縄本島・宮古島・石垣島の挙式をプロデュース。
「アイネスヴィラノッツェ沖縄」を中心に沖縄挙式を販売
沖縄でのフォトウエディング事業も展開し、フォトウエディングのみの販売も行っている。

### 旅行事業
主にハネムーンナーを中心にハワイ・沖縄の旅行手配を行う。
JTB・HISの旅行商品を主力でで取扱う。

### ドレス事業
国内向けにレンタルドレス事業も展開。

### フォトウエディング事業
フォトウエディング事業も展開し、都内・首都圏近郊・関西圏でのロケーションフォトも手がける。
ホテルとの宿泊付きフォトプランやフォトウエディングと結婚式を組み合わせた商品「la scene wedding」などを展開する。

## 直営店舗
- サロン：3店舗
  - 南青山サロン（東京都港区南青山2丁目23-8 外苑ビル 6階）
  - 銀座サロン（東京都中央区銀座6-4-5　オリエントビル6階）
  - 大阪サロン（大阪市中央区久太郎町3-5-27　BLCビル7階）

## 主な関連会社
- 株式会社ベルコ